# 石野芳男
石野 芳男（いしの よしお、1896年（明治29年）3月10日 - 1950年（昭和25年）1月10日）は、日本の陸軍軍人。最終階級は陸軍中将。

## 経歴
千葉県出身。東京私立錦城中学校（現錦城学園高等学校）卒業を経て、1916年（大正5年）5月、陸軍士官学校（28期）を卒業。同年12月、歩兵少尉に任官し歩兵第33連隊付となる。1926年（大正15年）12月7日、陸軍大学校（38期）を卒業し歩兵第75連隊中隊長に発令された。
1928年（昭和3年）8月、支那駐屯軍司令部付となる。参謀本部員、参謀本部付（支那研究員・南京在勤）を経て、1932年（昭和7年）2月から同年5月まで上海派遣軍参謀として第一次上海事変に出動した。以後、支那研究員（福州在勤）、関東軍司令部付（軍事顧問部）、参謀本部員、済南特務機関長、関東軍参謀、関東軍司令部付（軍政部顧問）、参謀本部付兼台湾軍司令部付（ホンコン駐在）などを務め、1938年（昭和13年）7月、歩兵大佐に昇進した。1939年（昭和14年）2月、歩兵第215連隊長に発令され日中戦争に出征。宜昌作戦、錦江作戦などに参戦した。1940年（昭和15年）12月、第9師団参謀長に転じ、1941年（昭和16年）10月、陸軍少将に進級した。
1942年（昭和17年）7月、第1軍司令部付（太原特務機関長）となり、第1独立守備隊長、第11軍司令部付、第34軍司令部付（漢口特務部長）を務め、1945年（昭和20年）4月、陸軍中将に進み、同年5月、陸軍歩兵学校付となる。同年6月、第229師団長に就任し、石川県津幡で本土決戦に備えて終戦を迎えた。同年12月に予備役に編入された。
1947年（昭和22年）11月28日、公職追放仮指定を受けた。

## 栄典
勲章
- 1942年（昭和17年）1月14日  - 勲二等瑞宝章[6]